# Consejo de los Republicanos de Izquierda
El Consejo de los Republicanos de Izquierda (en francés: Rassemblement des gauches républicaines, abreviado RGR) fue una alianza electoral durante la Cuarta República Francesa compuesta por el Partido Radical, los Radicales Independientes, la Unión Democrática y Socialista de la Resistencia (UDSR) y varios grupos conservadores. Dirigido por Jean-Paul David, fundador del movimiento anticomunista Paix et Liberté (Paz y Libertad), en realidad era una coalición conservadora de centroderecha, que presentó candidatos a las elecciones legislativas de junio de 1946, noviembre y 1951. 
A pesar de su nombre, la coalición estaba en el ala derecha de la política francesa; Durante mucho tiempo, la derecha republicana francesa se ha negado a llamarse "derecha", ya que la derecha en Francia se ha asociado históricamente con el monarquismo (esta práctica se conoce como sinistrisme). Fue subvencionado por los empleadores franceses, que vieron en él la mejor defensa contra el comunismo y el defensor del liberalismo económico, en un contexto marcado por varias nacionalizaciones apoyadas por el Partido Comunista Francés (PCF), la Sección Francesa de la Internacional de los Trabajadores (SFIO) ) y el movimiento gaullista. Los empleadores concibieron la RGR como tal hasta al menos la creación en 1951 del Centro Nacional de Independientes y Campesinos (CNIP) que reunía a diputados conservadores independientes. Durante la campaña legislativa de 1956, se convirtió en un partido político dirigido por Edgar Faure y Radicales que se negaron a unirse a la coalición del Frente Republicano.

## Composición de la coalición
La RGR estaba compuesta en gran parte por el Partido Radical-Socialista, que había gobernado Francia durante la mayor parte de la Tercera República, y por la Unión Democrática y Socialista de la Resistencia (Unión démocratique et socialiste de la Résistance), que incluía a René Pleven y François Mitterrand. La UDSR fue miembro fundador de la Internacional Liberal en 1947. Otras partes incluyen: 
- Partido Social Republicano de la Reconciliación Francesa (Parti républicain social de la réconciliation française), fundado por exmiembros del Parti Social Français (PSF) del Coronel de La Rocque
- Alianza Republicana Democrática (Alliance Démocratique), principal partido de derecha durante el período de entreguerras
- Partido Socialista Democrático (Parti socialiste démocratique) de Paul Faure, que reunió a exmiembros de SFIO excluidos de ese partido debido a su colaboracionismo
- Radicales Independientes (radicaux indépendants), radicales que rechazan la alianza del Partido Radical-Socialista con la izquierda durante el Cartel des Gauches, emitido por una escisión en 1928; El grupo es reconstituido en la Liberación por el alcalde de Niza, Jacques Médecin.
- Partido Republicano-Socialista (Parti républicain-socialiste) creado por socialistas independientes que habían rechazado la unificación del movimiento socialista en 1905 bajo el SFIO, que era, como los radicales independientes, casi una cáscara vacía para entonces.

## Fundación
Después de la Segunda Guerra Mundial, Francia fue gobernada por la alianza de tres partidos compuesta por los comunistas, los socialistas y los demócrata cristianos del Movimiento Republicano Popular (MRP). 
El Partido Radical y los grupos de derecha anteriores a la guerra fueron considerados conjuntamente responsables del colapso de la Tercera República en 1940. Al mismo tiempo, el intento de reunir la resistencia no comunista en un nuevo partido, la UDSR, fracasó. En 1946, formaron una coalición para resistir a la alianza de tres partidos en las elecciones legislativas. 
Se definieron como "republicanos de izquierda" mientras se oponían a las políticas de izquierda. De hecho, hasta fines del siglo XIX, la izquierda francesa se definió como republicana y la derecha como pro-monarquía. Luego, cuando la república ya no fue cuestionada, los grupos republicanos conservadores, que se habían sentado en el centro-izquierda de las asambleas, se trasladaron a los asientos de la derecha, pero continuaron considerándose como izquierdistas: esto se conoce como sinistrisme.
Cuando los comunistas fueron expulsados del gobierno durante la crisis de mayo de 1947, la RGR se unió al gobierno de la Tercera Fuerza con el SFIO, el MRP, y luego el Centro Nacional de Independientes y Campesinos. 
La RGR obtuvo el 11,6% de los votos en 1946, el 11,1% en 1951 y el 3,9% de 1956 (la mayoría de los radicales habían decidido presentarse como miembros del Frente Republicano de Pierre Mendès France.) 
En 1955, bajo la dirección de Pierre Mendès France y François Mitterrand, el Partido Radical y la UDSR abogaron por políticas de izquierda y abandonaron la RGR. Sus oponentes internos persiguieron a la RGR, que se convirtió en un pequeño partido de centroderecha dirigido por el primer ministro Edgar Faure y compuesto por radicales expulsados del partido. Desapareció en 1958, muchos radicales se unieron nuevamente al partido radical, mientras que Jean-Paul David creó el Parti libéral européen (Partido Liberal Europeo), que finalmente se fusionaría en 1978 con el Parti Radical Valoisien.